# Ольховський Владислав Сергійович
Владислав Сергійович Ольховський (5 лютого 1938 — 23 квітня 2020) — український вчений в галузі ядерної фізики, доктор фізико-математичних наук (1989), професор (1992), член Українського фізичного товариства; апологет християнства, антиеволюціоніст.

## Біографія
Народився в родині військового моряка у Приморському краї (Росія).
Закінчив Радіофізичний факультет Київського національного університету імені Тараса Шевченка у 1960 році за спеціальністю «ядерна фізика» (диплом з відзнакою відмінника). В 1960—1963 рр. навчався в аспірантурі Київського державного університету імені Тараса Шевченка
У 1964 році захистив кандидатську дисертацію на тему «Взаємодія нейтронів з ядрами», а в 1989 г. — докторську дисертацію — «Методи дослідження ядерних реакцій за допомогою аналізу їх продовження і енергетичної структури S-матриці» в Інституті ядерних досліджень НАНУ.
В. С. Ольховський працював в Інституті ядерних досліджень НАНУ, викладав у Київському національному університеті імені Тараса Шевченка. Також працював у Мессинському університеті (Італія), Катанійському університеті (Сицилія).
З 1994 року — завідувач лабораторією часового аналізу ядерних процесів Інституті ядерних досліджень НАНУ.

## Наукова діяльність
Спеціаліст в галузі теоретичної ядерної фізики, квантової механіки й квантової електродинаміки, математичної фізики.
У його наукових роботах висвітлюються такі напрями: аналітична теорія матриць розсіювання, явище суперлумінації, проблеми часу в квантовій фізиці, незворотність часу, часовий аналіз ядерного синтезу у Всесвіті.

## Позанаукова діяльність
Також є автором численних праць з християнського богослов'я.
Відомий також як апологет християнства, заперечувач еволюції, прихильник гомеопатії та «біорезонансної медицини».
Навчався у баптистській Ірпінській біблійній семінарії, отримав диплом магістра богослів'я. Проповідник євангелічного християнства.
Засновник і керівник антиеволюціонної громадської організації «Інститут проблем походження і розвитку Всесвіту і життя». Автор публіцистичних і апологетичних статей на християнських і креаційних сайтах. Заперечує науково встановлений вік Землі (4,5 млрд років), еволюцію життя на Землі, еволюцію людини. Креаціоніст-букваліст.
Вважав гомеопатію ефективним засобом лікування.
Є головним науковим співробітником НДЦ «Відгук» та автором публікацій у нерецензованих виданнях на тему так званих «квантової» та «біорезонансної» медицини.
Висловлювання В. Ольховського з наукових тем поза його спеціальністю (ядерна фізика) неодноразово піддавалися критиці науковців.

## Праці
Загалом В. Ольховський має більше 200 наукових публікацій з ядерної фізики.
- (рос.)К изучению свойств унитарной и неунитарной S-матрицы на основе причинности и условия полноты волновых функций / Теоретическая и математическая физика. — 1974. — т. 20, — № 2. — С.211—222.
- (рос.)Анализ фазового времени туннелирования холодных нейтронов через нейтронный интерференционный фильтр / Ядерная физика. — 2005. — т. 68, № 7. — С.1139—1141. (в соавторстве)
- Imprints of compound and direct processes in cross sections and durations of nuclear reactions, Nuclear Physics, 1984, v.A425, p. 445-457.
- To the Investigation of Nuclear Reactions and Decays by Analysis of Their Durations, Sov. J. Part. Nucl., 1984, v.15, n2, pp. 130–148.
- Nonstationary Characteristics in Study of Nuclear Reaction Mechanism and Kinetics and Compound-Nucleus Properties, Nukleonika, 1990, v.35, n1-3, pp. 99–144 (у співавторстві).
- Recent Developments in the Time Analysis of Tunnelling Processes, Physics Reports, 1992, v.219, n 6, pp. 339–356.
- More about Tunnelling Times, the Dwell Time and the «Hartman Effect», J. de Phys. I France, 1995, v.5, October 1995, Developments in Time Analysis of Particles and Photon Tunnelling, in: Proc. of the Adriatico Researcpp.1351–1365 (у співавторстві).
- h Conf. on Tunnelling and Its Implications, ICTP, Trieste, Italy, 30 July-2 August 1996, World Sci., pp. 327–355;(у співавторстві).
- Unified Time Analysis of Photon and Particle Tunnelling, Preprint-review IC/2001/67, the Abdus Salam International Centre for Theoretical Physics, 2001, pp. 35
- Time Analysis of Particle and Photon Tunnelling, Physics of the Alive, 1997, v.5, n1, pp. 23–41;
- Recent Developments in Joint Energy and Time Analysis of Nucleon-Nucleus Reactions at the Range of Isolated and Overlapped Resonances, in: Conference Proceedings, v.59, Part I, Internat.Conf.on Nuclear Data for Science and Technology, Trieste, 19-24 May 1997,Italian Physical Society, Bologna-Italy, pp. 280–282.
- On Superluminal Motions in Photon and Particle Tunnellings, Physics Letters, 1998, v. A248, pp. 156–160 (у співавторстві).
- Are Superluminal Group Velocities of Tunneling Photons Compatible with the Einstein Causality?, in: Time's Arrows, Quantum Measurement and Superluminal Behavior, Proc. of the Internat.Conf., Napoli, Italy, 3-5 October, 2000, Eredi — Roma, 2001, pp. 173–177.
- Influence of Excited Radioactive Nuclei for Results in Large-Scale NuclearChronometry, in: Proc. of the Internat. Conf. Nuclear Physics at Border Lines, Lipari (Messina), Italy, 21-24 May 2001, World Scientific, 2002, pp. 244–247.
- Superluminal Tunneling through Two Successive Barriers, Europhysics Letters, 2002, v. 57 (6), pp. 879–884 (у співавторстві).
- Does Sub-Barrier Bremsstrahlung in Alpha-Decay of 210Po Exist? Progress of Theoretical Physics, v.109, № 2, 2003, pp. 203–211 (у співавторстві).
- Decrease of the tunneling time and violation of the Hartman effect for large barriers, Physical Review, 2004, v.A70, N1, 034103-1-4 (у співавторстві).
- Unified Time Analysis of Particle and Photon Tunnelling, Physics Reports, 2004, v.398, N3, pp. 133–178 (у співавторстві).
- Resonant and non-resonant tunneling through a double barrier, Europhysics Letters, 2005, v.70 (6), pp. 712–718.
- Tunnelling Time of a Gaussian Wave Packet through Two Potential Barriers, Central European Journal of Physics, 2005, v.3(3), pp. 339–35 (у співавторстві).